# スペンサー・コンプトン (第2代ノーサンプトン侯)

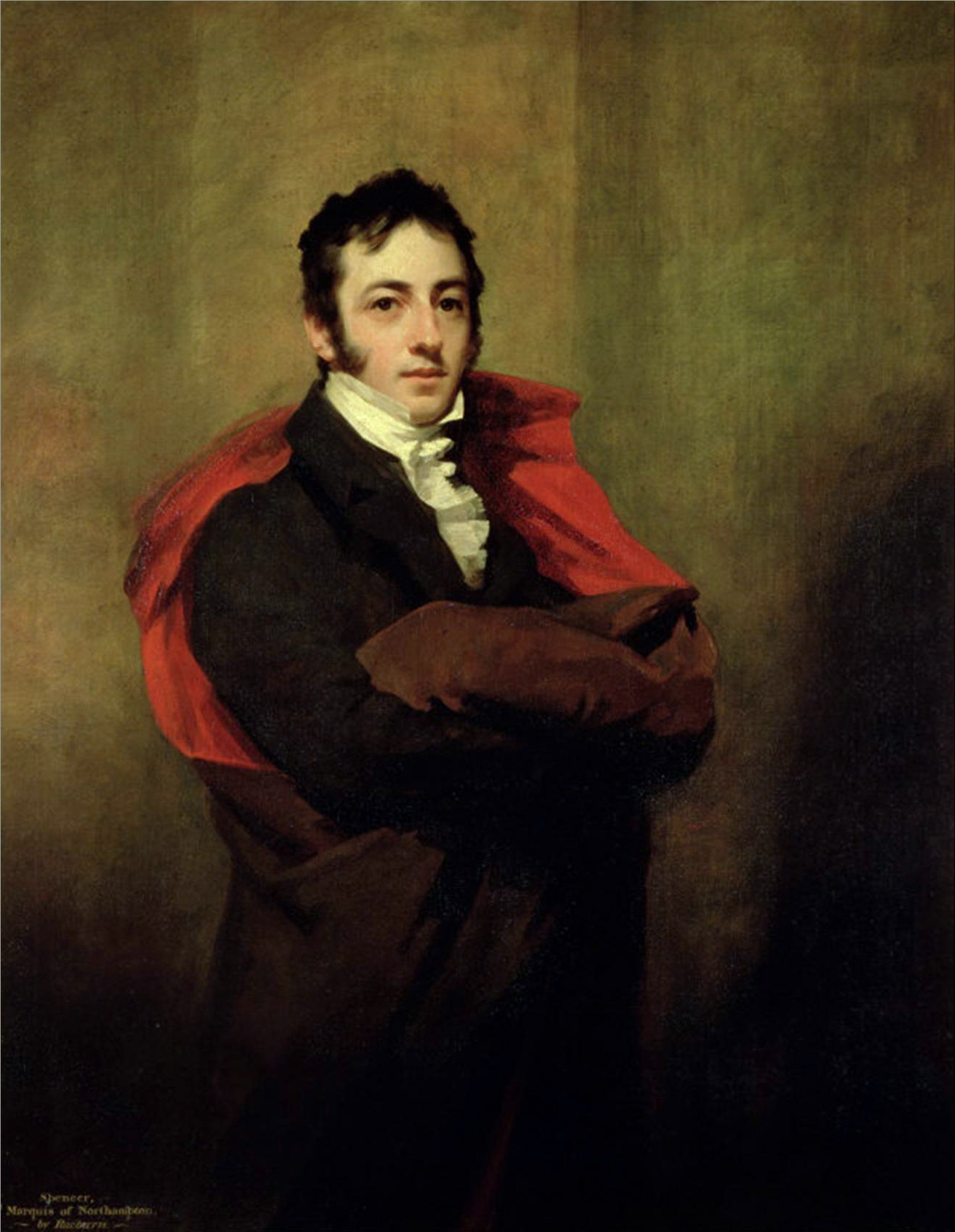
第2代ノーサンプトン侯スペンサー・コンプトン

第2代ノーサンプトン侯爵スペンサー・ジョシュア・オルウィン・コンプトン（英語: Spencer Joshua Alwyne Compton, 2nd Marquess of Northampton PRS FSA、1790年1月2日 - 1851年1月17日）は、イギリスの貴族。王立協会の会長を務めた。

## 人物
第9代ノーサンプトン伯爵（後の初代ノーサンプトン侯爵）の第2子として生まれる。1808年4月21日にケンブリッジ大学トリニティ・カレッジに入学、1810年に修士号を得る。1812年に従兄弟にあたるスペンサー・パーシヴァルが暗殺されたことによりノーザンプトン選挙区の議席を引き継ぐが、1820年の総選挙で落選した。1820年から1830年までイタリアに滞在した。1828年ノーサンプトン侯爵を相続、貴族院議員となる。イギリスに戻った後、イギリスおよびアイルランド考古学会の会長を務めた。1830年に王立協会フェローに選出され、1838年から10年間会長を務めた。
1851年1月17日に死去した。